# معركة تاماي
معركة تاماي وقعت في 13 مارس 1884م بالقرب من سواكن في السودان بين القوات البريطانية بقيادة جيرالد غراهام و قوات الثورة المهدية بقيادة عثمان دقنة ، انتصرت فيها القوات البريطانية .

## معرض الصور

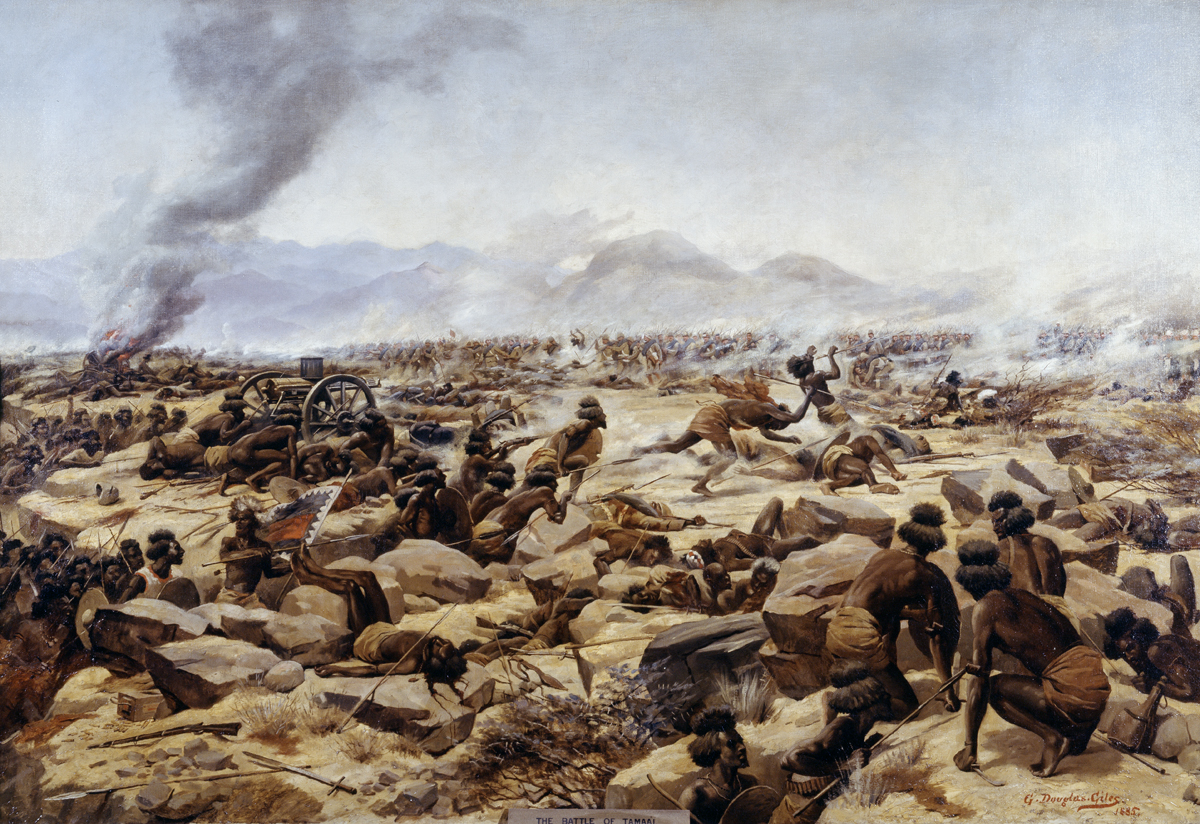
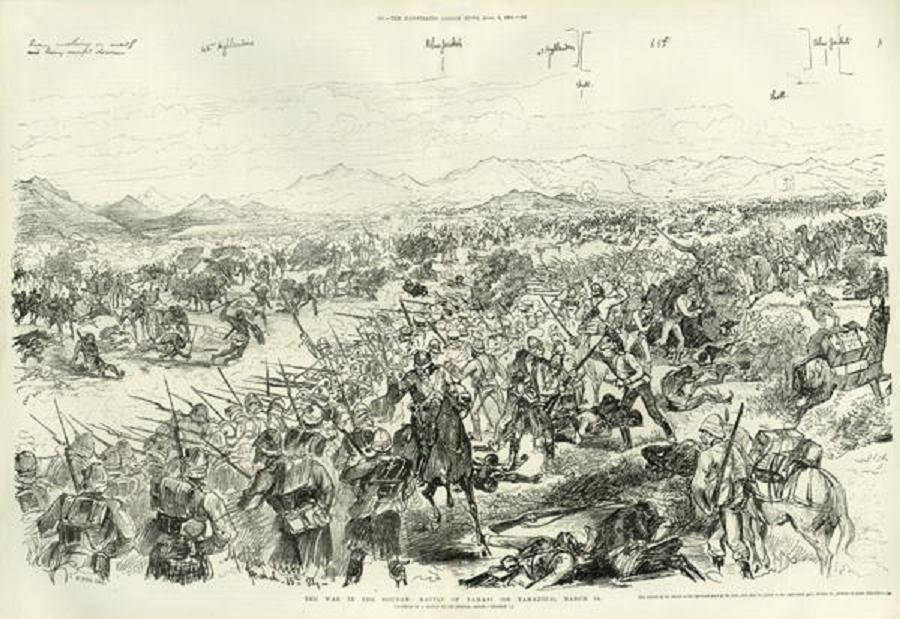
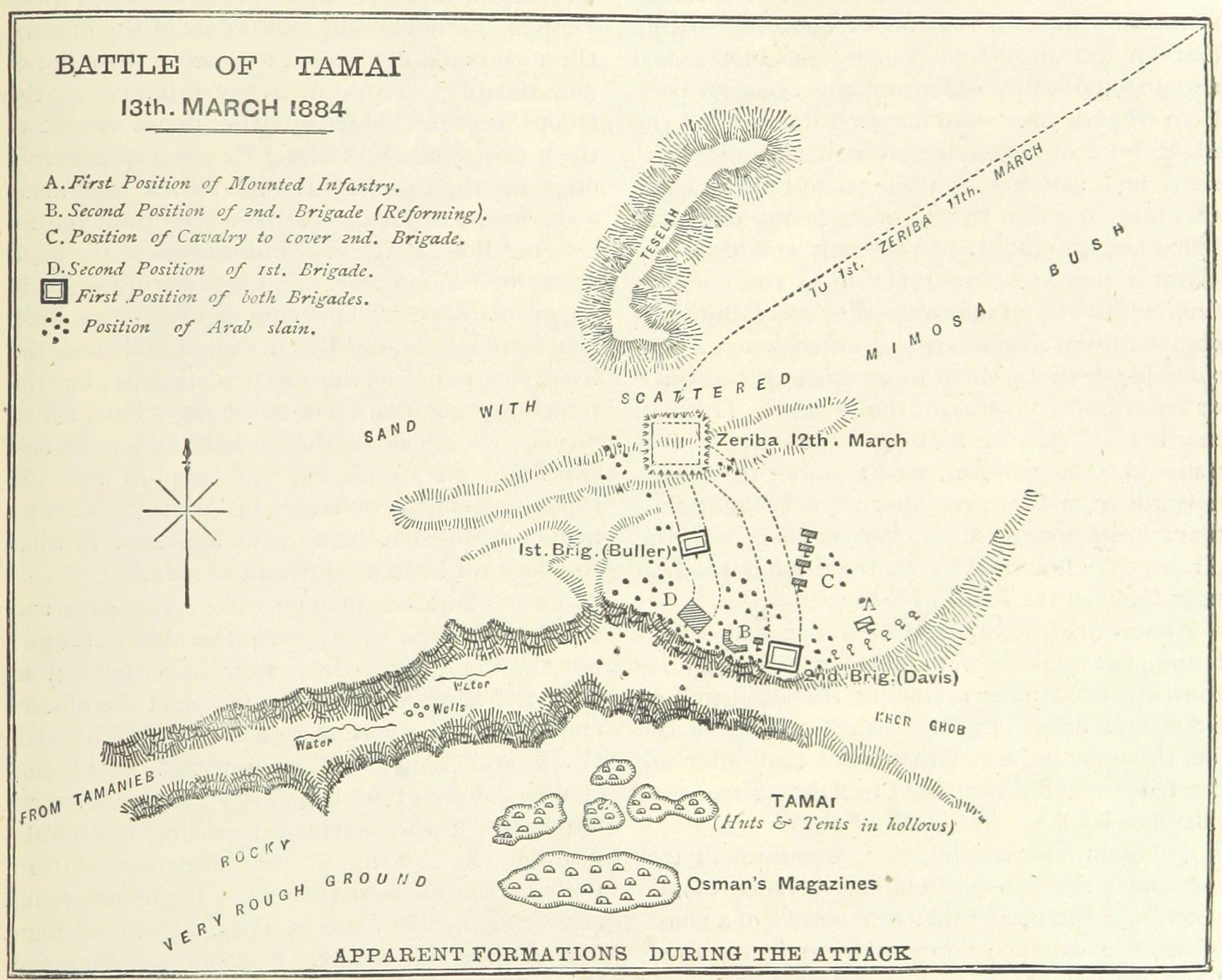
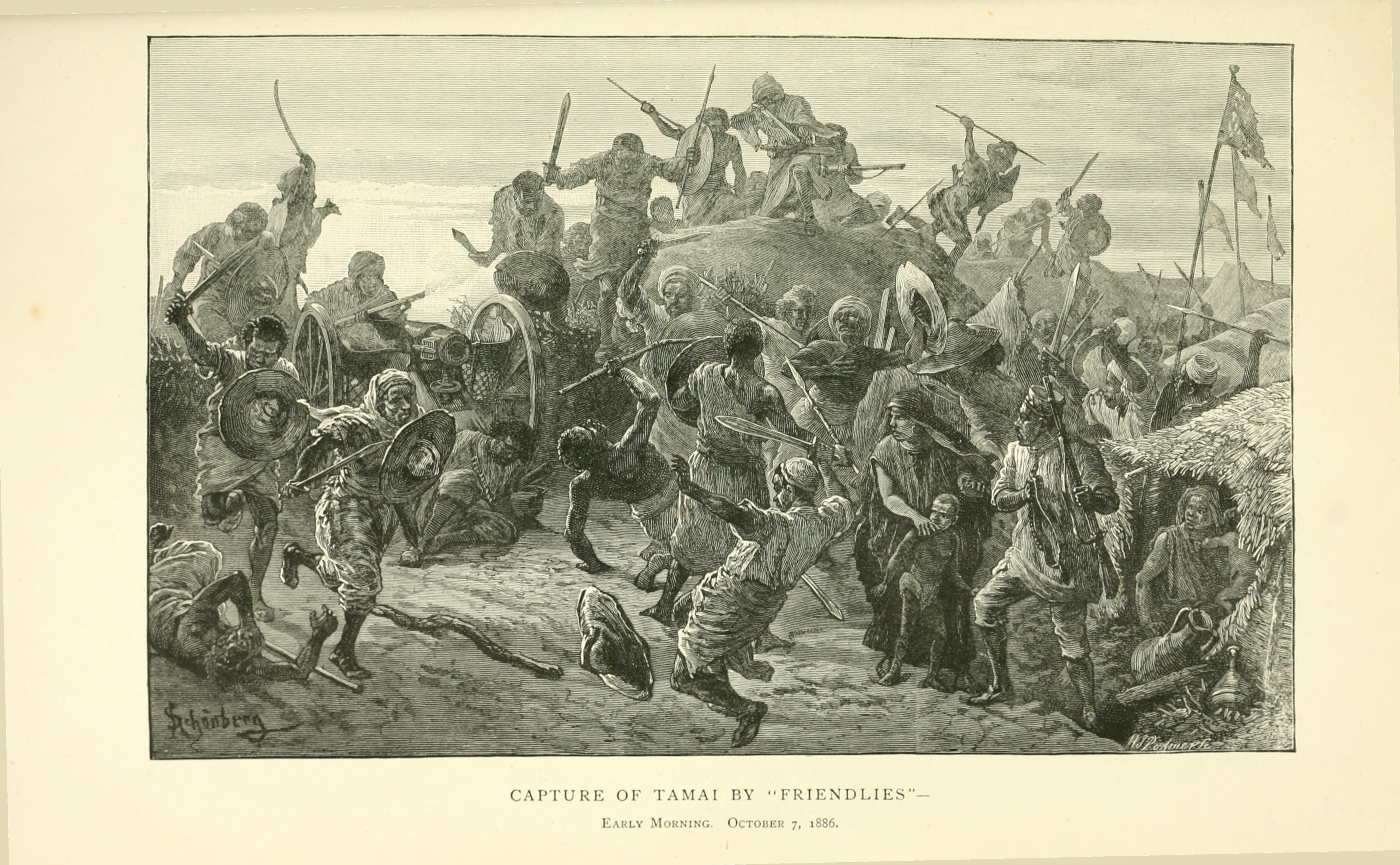